# 항적난기류
항적난기류(航跡亂氣流, wake turbulance)는 회전하는 공기의 튜브로 리프트 힘을 발생시키고 남겨진 것이다. 비행익상 소용돌이는 매우 빠른 속도의 소용돌이 스핀을 중심으로 각 날개 끝에서 시작된다. 항적난기류는 매우 낮은 기압의 영역이다. 비행익상 소용돌이의 핵심은 주로 저기압에서 수증기의 응축 때문에 관측된다.

## 원인과 효과
날개는 양력을 발생시키는데 날개위에 저기압의 영역을 만들어 낸다.
유체는 고기압에서 저기압으로 흐르게 압력이 작용하며 날개 아래의 공기는 날개 끝을 지나 날개 위로 이동하는 경향이 있다. 공기는 공기의 속력 때문에 날개의 선단과 후단을 돌아서 탈출하지는 않는다. 그러나 그것은 날개끝을 돌아서 흐를 수 있다. 결과적으로 날개 아래와 날개 끝에서의 공기는 원을 그리며 흐른다.

## 위험성

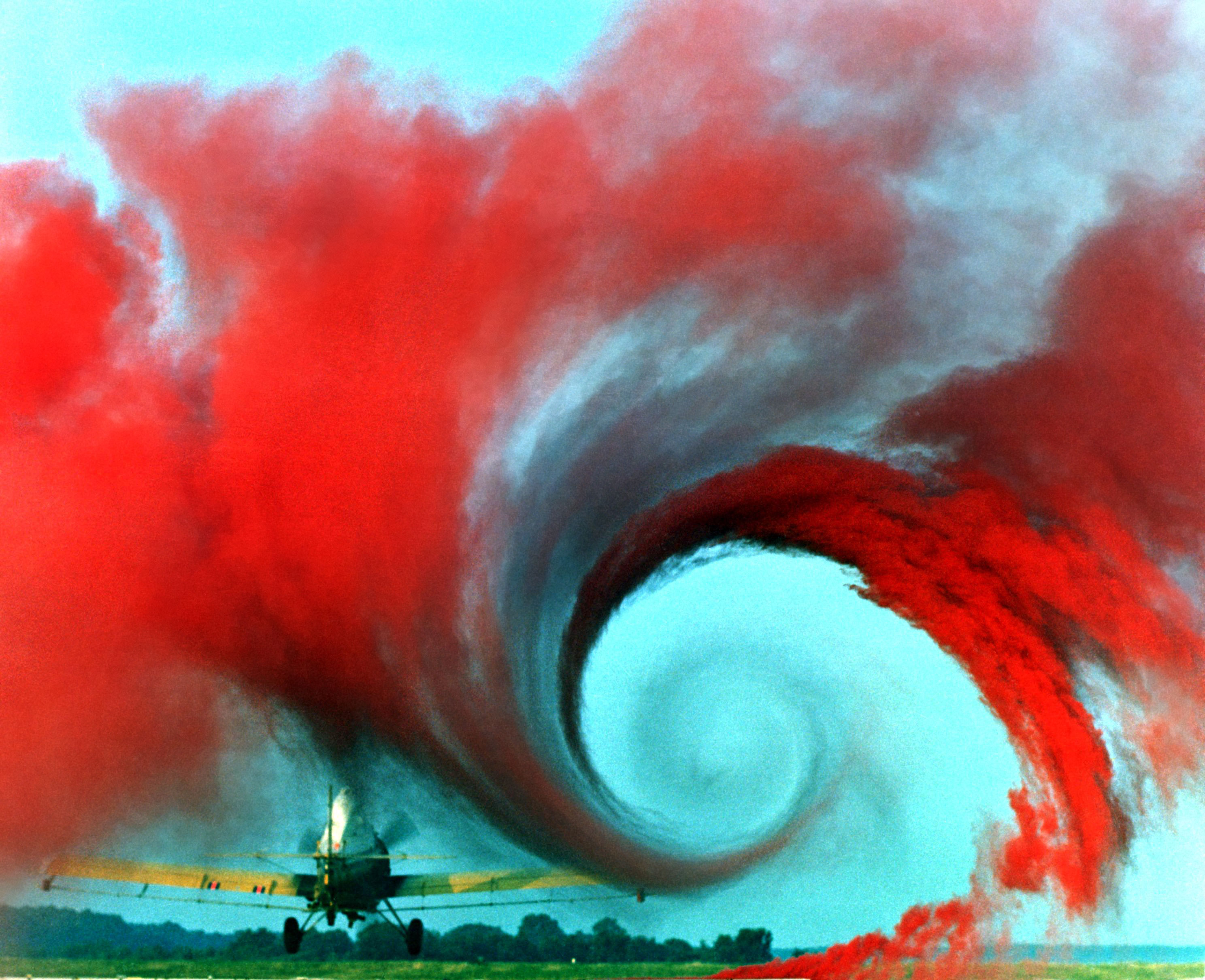
나사의 연구 비행익상 소용돌이

비행익상 소용돌이는 가벼운 비행기에 심각한 재해를 줄 수 있다. 특히 착륙과 이륙의 시기에 특히 그러하다.
소용돌이의 강도 또는 세기는 비행기의 크기, 속력과 구조의 함수이다.
가장 강력한 소용돌이는 천천히 나는 무거운 확장된 보조날개를 지닌 항공기에 의해 생성된다.
큰 제트 항공기는 소용돌이를 생성할 수 있는데 그 소용돌이는 경비행기의 전체 크기보다 더 크다.
이들 소용돌이들은 바람과 함께 움직이며 수분간 지속할 수 있다.
비행익상 소용돌이의 위험한 특색은 웨이크 난류의 문헌에서 가장 자주 논의된다.
만약 경비행기가 순간적으로 중비행기에 의해 추월되면, 중비행기에서 온 웨이크 난류가 경비행기를 휘날리게 한다.
낮은 고도에서 이륙과 착륙시에 특히 이것은 전복으로 이어질 수 있다. 항공 운송 제어기는 특히 중비행기가 경비행기를 추월할 때, 항공기의 이착륙간의 충분한 시간 간격을 확인해야 한다.

## 갤러리

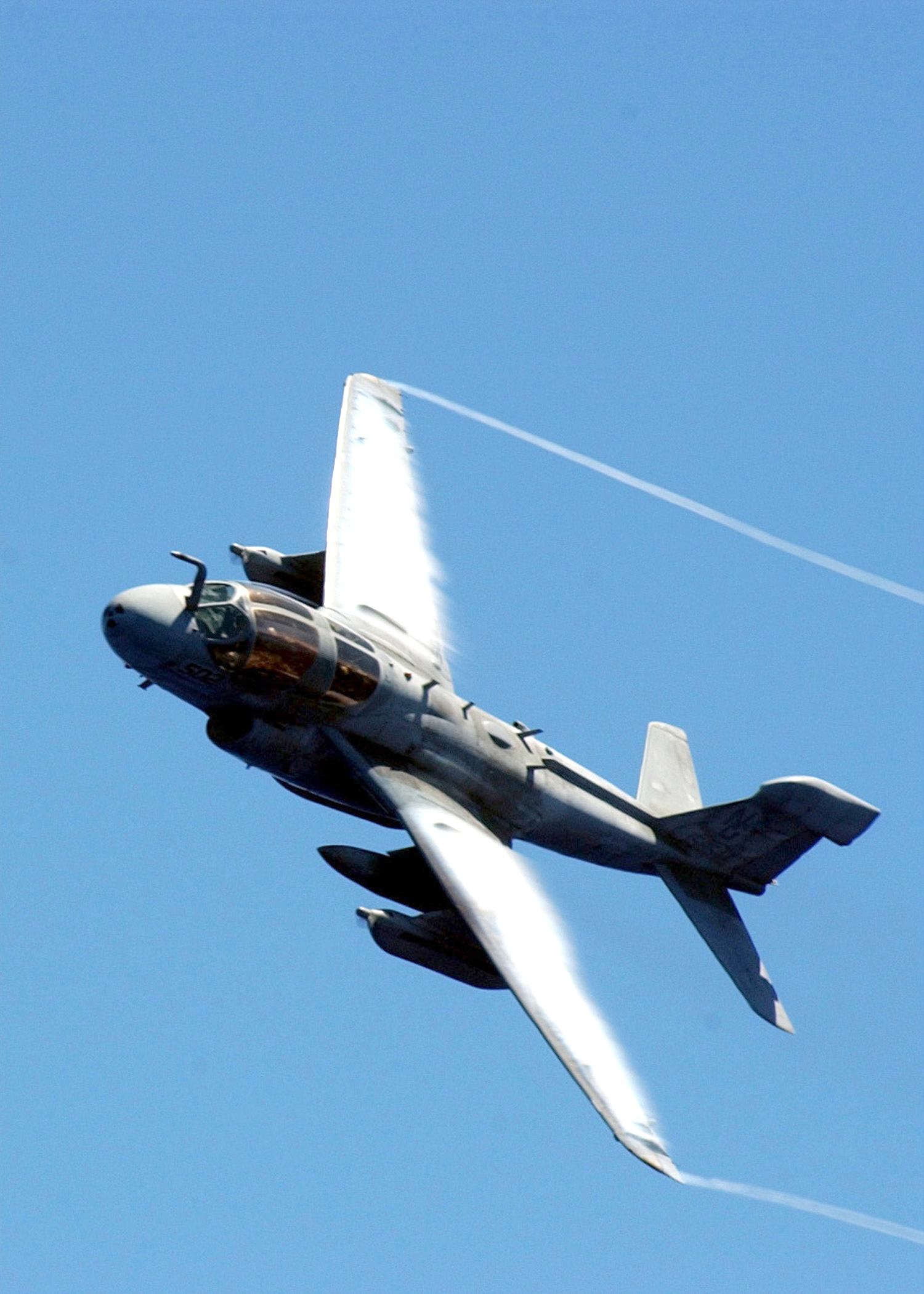
EA-6
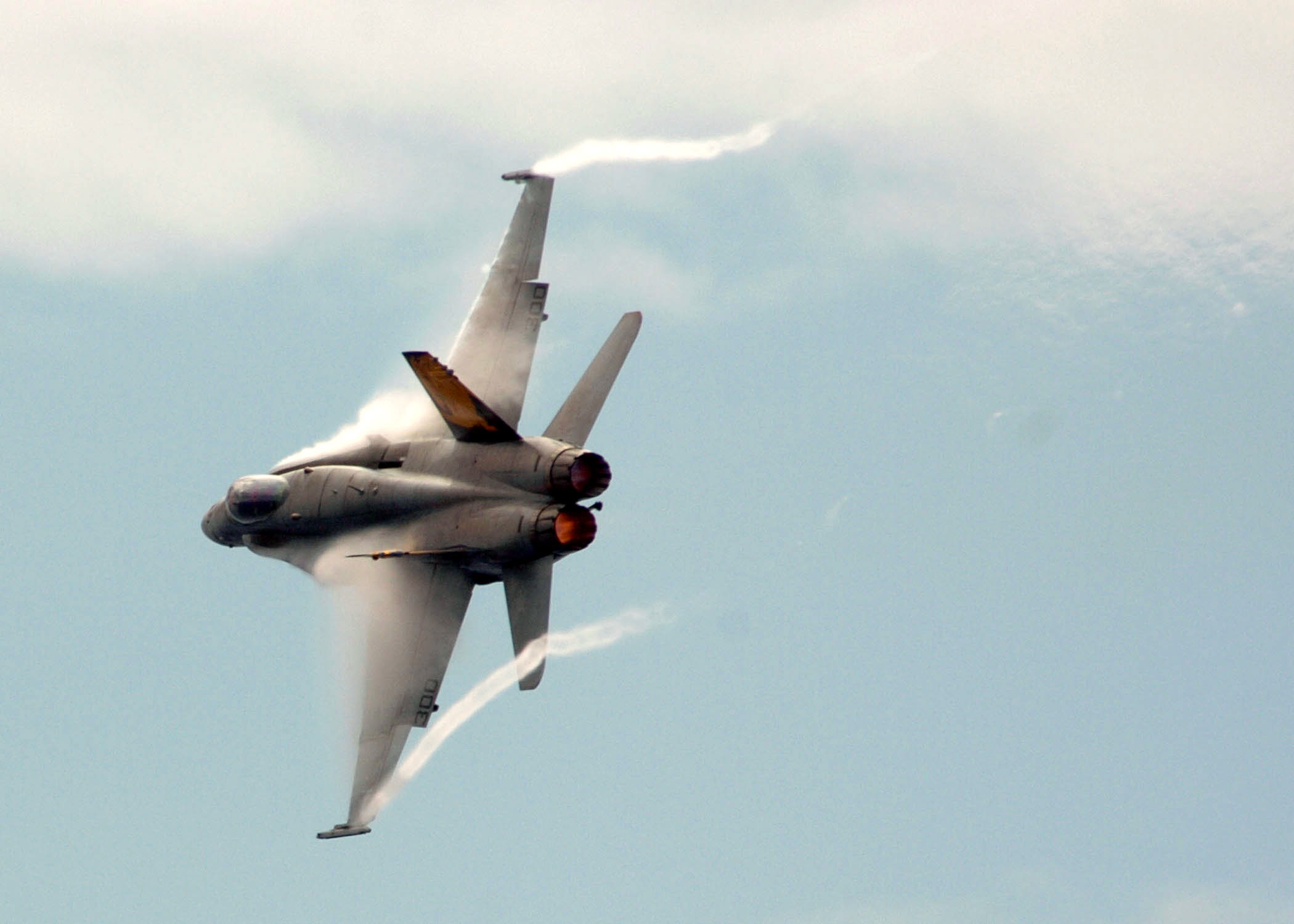
F/A-18 호넷
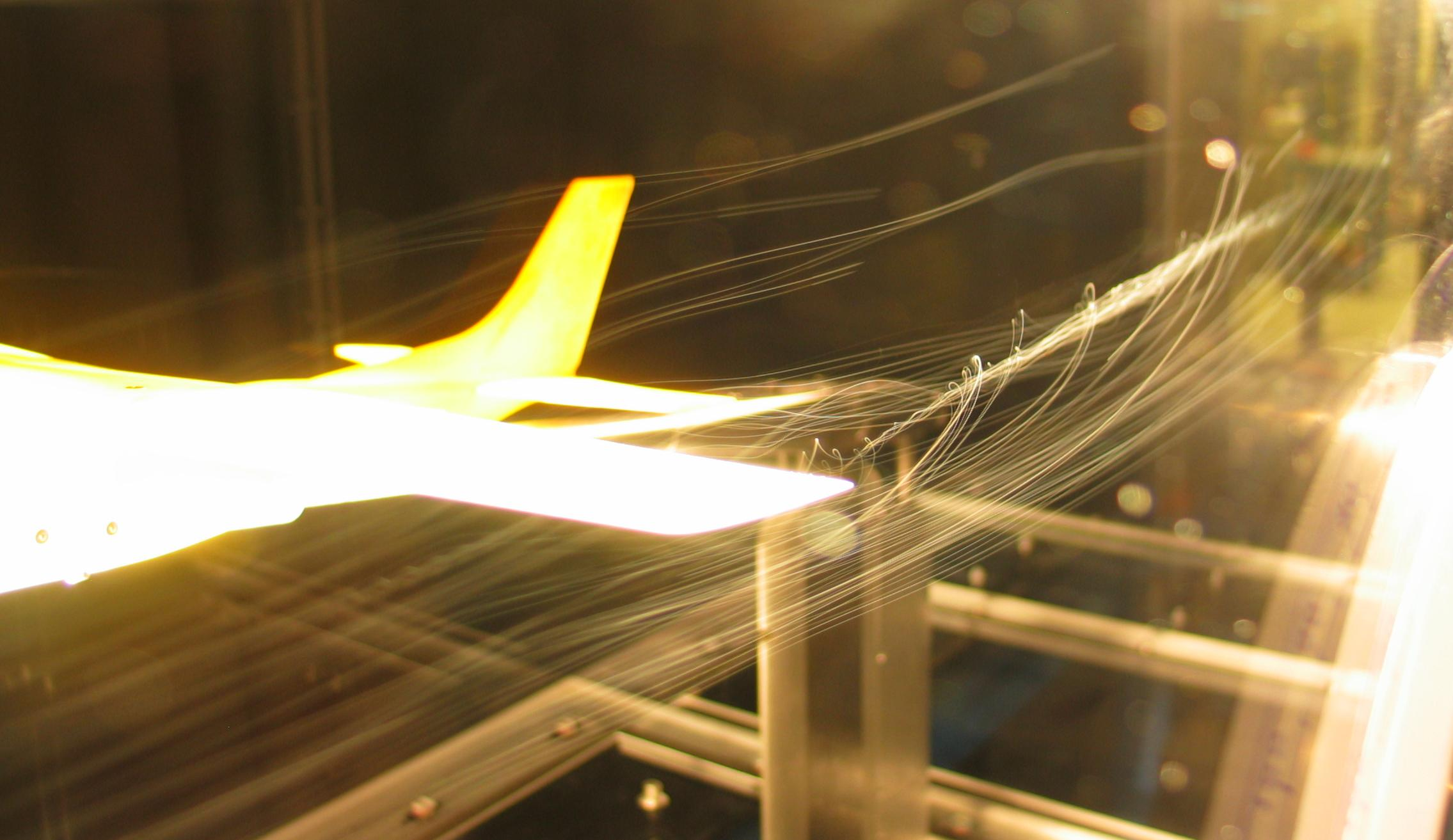
세스나 182의 비행익상 소용돌이, 바람터널 모델
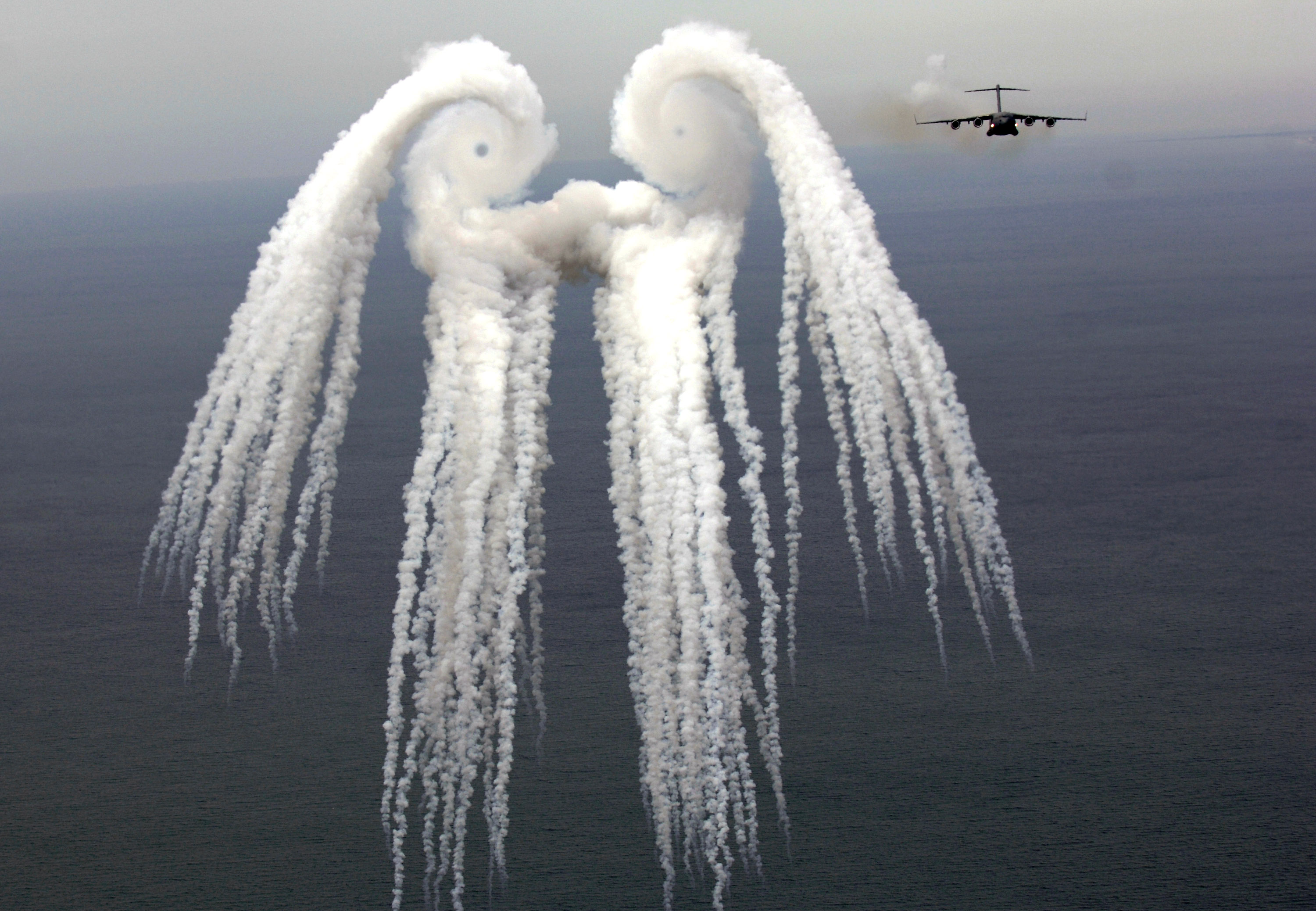
C-17 글로브마스터 III 연기 천사.

## 같이 보기
- 소용돌이 공중부양